# موزه تاریخ طبیعی سینت فیگینز

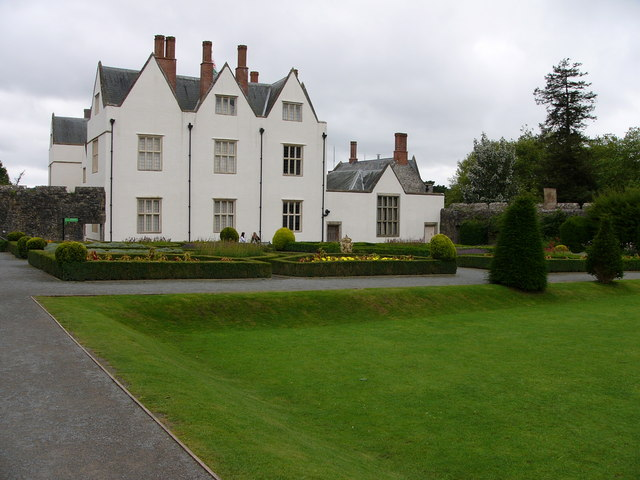
قلعه سنت فاگانز

موزه تاریخ طبیعی سینت فیگینز، که از آن با عنوان مختصر سینت فیگینز یاد می‌شود، یک موزه در فضای باز در کاردیف است که شیوه زندگی، فرهنگ و معماری تاریخی آن را شرح می‌دهد این موزه بخشی موزه ملی ولز است.
این بنا از بیش از چهل ساختمان از مکان‌های مختلف در ولز ساخته شده‌است و در محوطه قلعه سینت فیگینز واقع شده‌است
موزه تاریخ طبیعی سینت فیگینز در سال ۲۰۱۲ در یک برنامه بازسازی شش ساله و با برآورد هزینه ۳۰ میلیون پوندی تکمیل شد و سال بعد از آن در ۲۰۱۹ به عنوان موزه سال هنری شناخته شد.

## تاریخچه
این موزه در سال ۱۹۴۶ به دنبال اهدای قلعه و اراضی توسط ارل پلیموت تأسیس شد. در سال ۱۹۴۸ با نام موزه مردمی ولز درهای خود را به روی عموم گشود. نام موزه به ولزی (همچنین به معنی "موزه مردمی ولز") از آن تاریخ بدون تغییر باقی مانده‌است، در حالی که عنوان انگلیسی به موزه زندگی ولزی، پس از آن موزه تاریخ ملی سنت فاگانز و دوباره به عنوان فعلی تغییر یافت.
این موزه که حاصل ایده یورورث پیت است، از اسکانسن، موزه فضای باز معماری سوئدی بومی در استکهلم الگوبرداری شده‌است. بیشتر سازه‌های ساخته شده در اسکانسن از چوب ساخته شده‌اند و بنابراین به راحتی جدا و دوباره جمع می‌شوند، اما یک موزه قابل مقایسه در ولز بلند پروازانه تر خواهد بود، زیرا بیشتر معماری بومی ولز از سنگ‌تراشی ساخته شده‌است.

### بازسازی ۲۰۱۷
در ژوئیه ۲۰۱۷ ساختمان اصلی پذیرایی اصلی بازسازی شد. بازسازی شش ساله و ۳۰ میلیون پوندی سایت که توسط تعدادی از منابع، به ویژه دولت ولز و قرعه کشی ملی تأمین اعتبار شد، در اکتبر ۲۰۱۸ به پایان رسید.
پروژه بازسازی ۳۰ میلیون پوندی مزایای بسیاری را به همراه داشت، از جمله سه گالری جدید که تاریخ ولز را به نمایش می‌گذارد، ساختمان‌هایی از جمله مزرعه عصر آهن، براین اریر، دادگاه شاهزاده قرون وسطایی و Llys Llywelyn، و همچنین یک ساختمان ورودی اصلی بازسازی شده و یک رستوران، زمین بازی و فضای یادگیری جدید. یکی از ساختمان‌های جدید، Gweithdy ('کارگاه')، دارای ابزارهای عصر سنگ و صندلی‌های چوبی است.
در ژوئن ۲۰۱۹ ، سنت فاگانز توسط صندوق هنر به عنوان موزه سال ۲۰۱۹ انگلستان انتخاب شد، که «تخیل، نوآوری و موفقیت استثنایی» این مرکز را تحسین کرد.

## ساختمان و نمایشگاه موزه

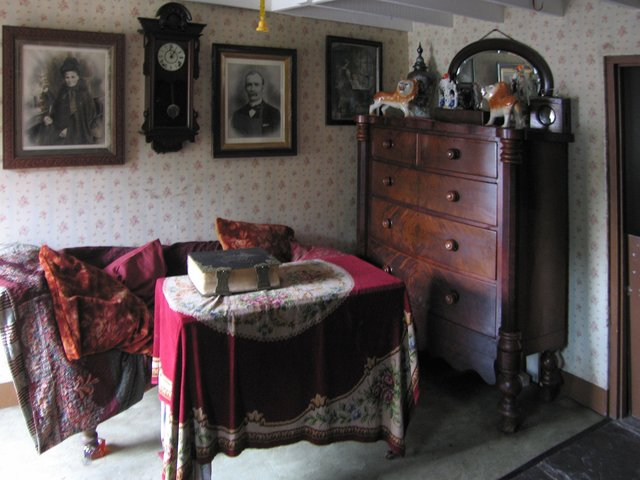
داخل خانه - موزه تاریخ ملی ولز

اگرچه این موزه برای حفظ جنبه‌هایی از زندگی روستایی ولز در نظر گرفته شده بود، اما در حال حاضر چندین ساختمان شامل زندگی کاری صنعتی پس از آن، که تقریباً در ولز منقرض شده‌اند، را به تصویر می‌کشد. یک ردیف از خانه‌های کارگری وجود دارد که مبلمان سالهای ۱۸۰۰ تا ۱۹۸۵ را از ماشین Rhyd-y در نزدیکی Merthyr Tydfil (پایین) و همچنین م Instituteسسه بکر کارگران Oakdale نشان می‌دهد. یک خانه ییلاقی پیش ساخته پس از جنگ (در زیر) نشان دهنده سبک زندگی بعدی خانوار است.
از سال ۱۹۹۶ تا ۲۰۱۲، موزه هنگام استقرار مجدد از باغ‌های دیفرین، میزبان جشنواره تئاتر تابستانی Everyman بود. این جشنواره که شامل یک نمایش شکسپیر، یک نمایش موزیکال و یک نمایش کودکانه است، از زمان تأسیس در Dyffryn در سال ۱۹۸۳ به بخشی از تقویم نمایشی ولز تبدیل شده‌است.
صحنه‌های سریال Doctor Who در بخش‌های "طبیعت انسان" و "خانواده خون" در موزه فیلمبرداری شد.
بر اساس یافته‌های باستان‌شناسی، بازسازی Llys Rhosyr، دادگاه قرن سیزدهم شاهزادگان Gwynedd، به پایان رسید و در اکتبر ۲۰۱۸ برای عموم باز شد. Llys Llewelyn ("دادگاه Llewelyn" نامیده می‌شود) با این هدف افتتاح شد که دانش آموزان از بهار ۲۰۱۹ می‌توانند یک شب در ساختمانها بمانند.
Gweithdy ('Workshop')، ساختمانی پایدار که توسط استودیوی Feilden Clegg Bradley طراحی شده‌است، برای اولین بار در ژوئیه ۲۰۱۷ افتتاح شد؛ بعداً یک کافه اضافه شد. گالری جدید در اکتبر ۲۰۱۸ افتتاح شد، در حالی که از مطالعه مجموعه‌ها و میزبانی تظاهرات و کارگاه‌های صنایع دستی سنتی پشتیبانی می‌کرد، امکانات بازدیدکنندگان را بهبود می‌بخشد.

## تحولات آینده

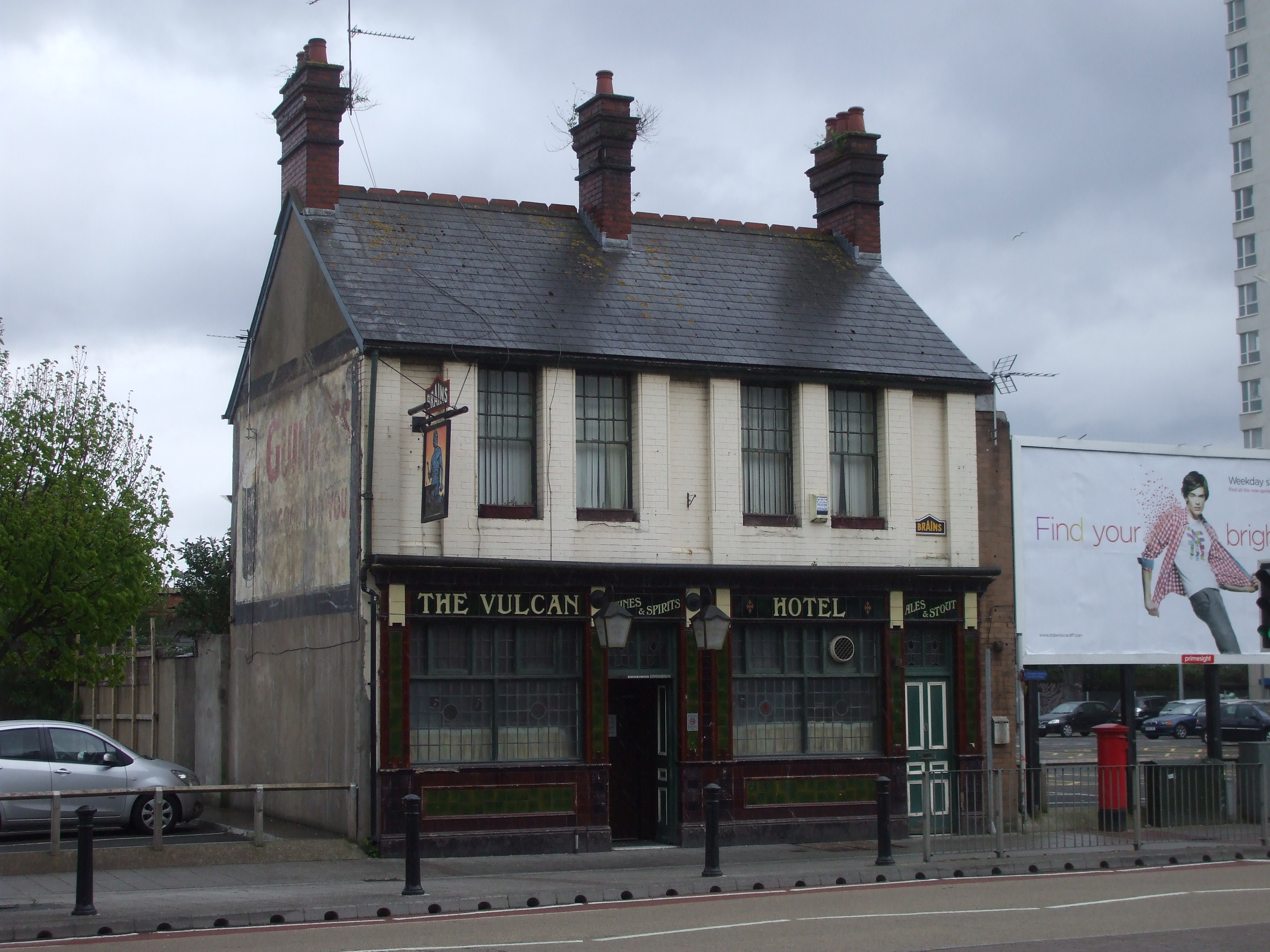
هتل ولکان

هتل ولکان در سایت بازسازی خواهد شد. این هتل ابتدا در خیابان آدام، کاردیف واقع شده بود و اولین بار در سال ۱۸۵۳ افتتاح شد.
این هتل در مه ۲۰۱۲ بسته شد و در سال ۲۰۱۳ برچیده شد تا در انبار قرار گیرد. امید است که بنا را همان‌طور که در سال ۱۹۱۵ به نظر می‌رسید بازسازی کند.
در سال ۲۰۱۲ اعلام شد که ایستگاه راه‌آهن راگلان در موزه بازسازی می‌شود.

## نمایشگاه‌های جزئی

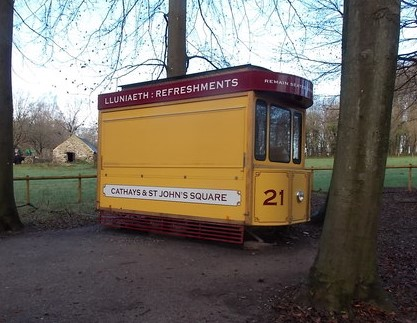
کیوسک تازه سازی کاردیف سابق در موزه تاریخ ملی سنت فاگانز، کاردیف

1. ↑  "St Fagans National Museum of History". Wikipedia (به انگلیسی). 2021-06-20.
2. ↑  "Amgueddfa Cymru – National Museum Wales". Wikipedia (به انگلیسی). 2021-02-23.